# Fouillaron

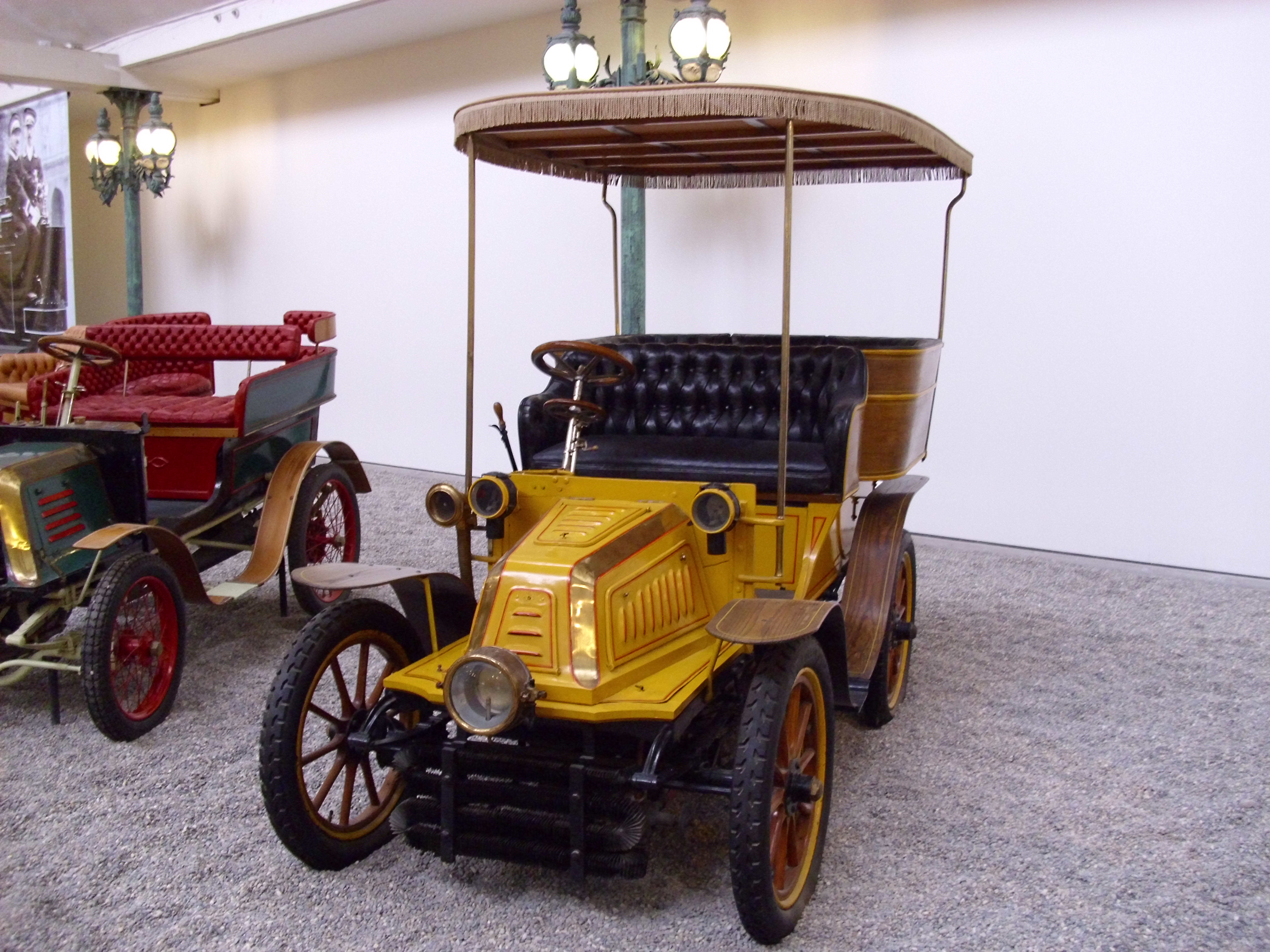
Fouillaron von 1906 in der Cité de l’Automobile – Musée National – Collection Schlumpf

G. Fouillaron war ein französischer Hersteller von Automobilen.

## Unternehmensgeschichte
Gustave Fouillaron gründete das Unternehmen 1899 in Angers als Fahrradwerkstatt. 1900 erfolgte der Umzug nach Levallois-Perret. Der Bau von Automobilen begann. 1914 endete die Produktion.

## Modelle
Die ersten Modelle ähnelten Renault-Modellen, da der Kühler hinter dem Motor montiert war. Ab 1904 wurde der Kühler vor dem Motor platziert und die Modelle erhielten einen runden Kühlergrill, der an Modelle von Delaunay-Belleville erinnerte. Es kamen Einbaumotoren mit einem bis sechs Zylindern von Buchet, De Dion-Bouton und anderen Herstellern zum Einsatz. Das Getriebe arbeitete mit verstellbaren Riemenscheiben nach einem eigenen Entwurf.
Fouillaron präsentierte 1901 auf dem Mondial de l’Automobile in Paris zwei Modelle, die mit Einzylindermotoren von De Dion-Bouton mit 6 bzw. 8 PS Leistung ausgestattet waren.
Ein Fahrzeug dieser Marke ist im Cité de l’Automobile in Mülhausen zu besichtigen.